# Манчестер (аеропорт)

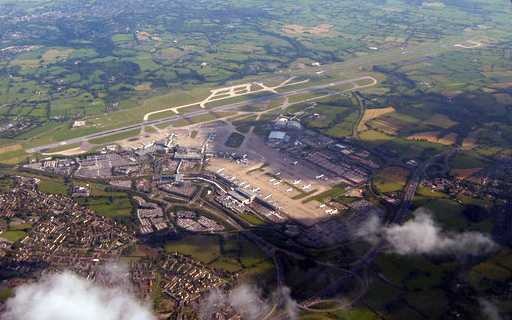
Аеропорт Манчестер з висоти пташиного польоту

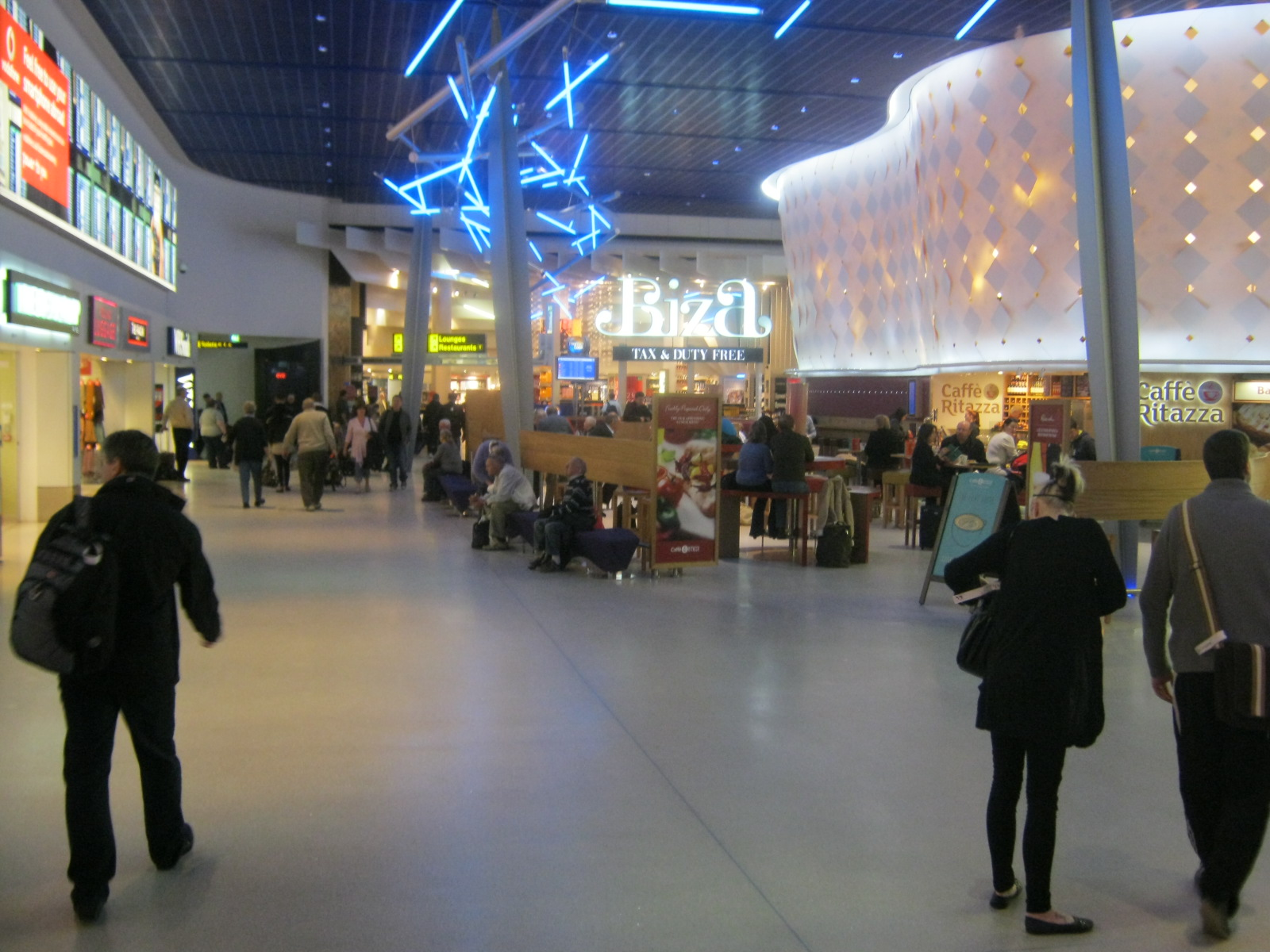
Зал відправлення терміналу 1

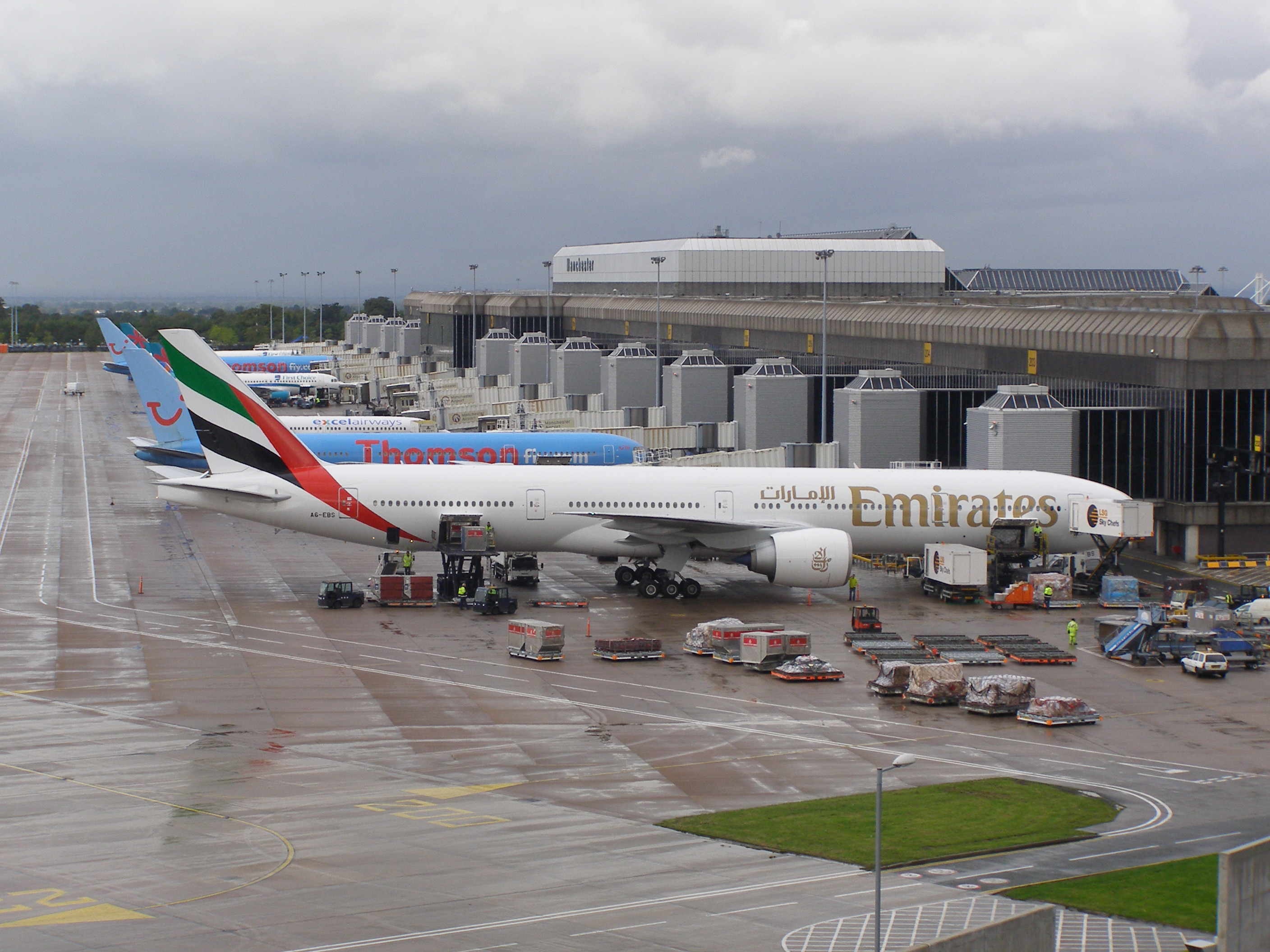
Термінал 2

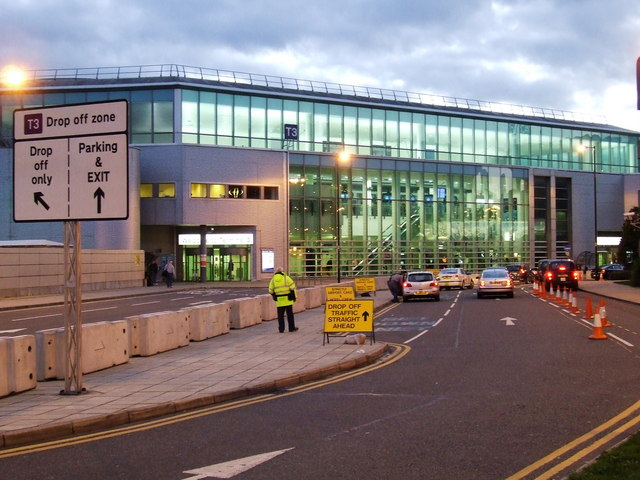
Термінал 3

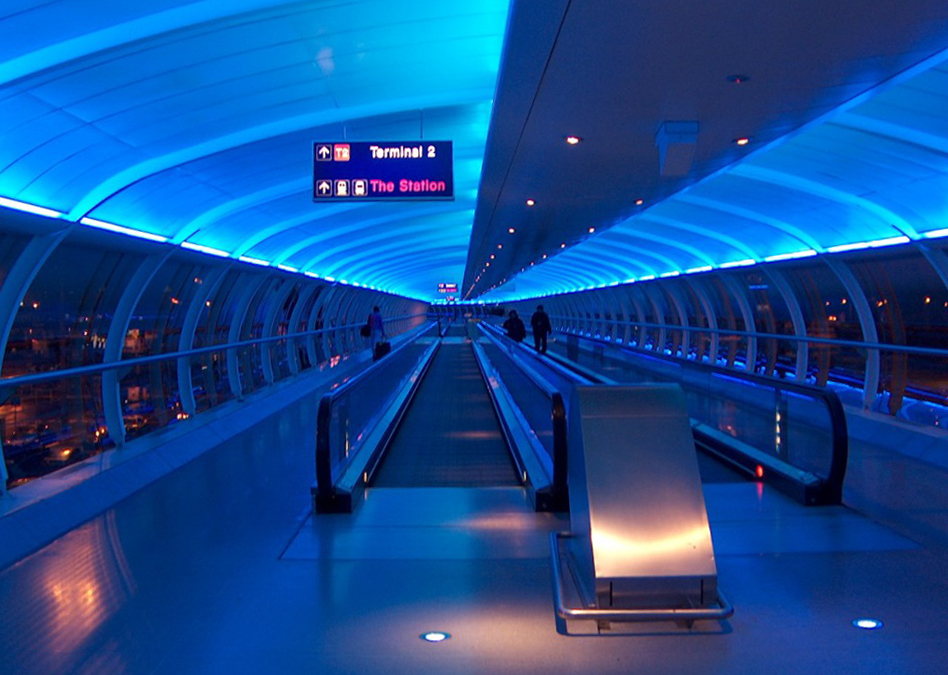
Теплий перехід між терміналами

Аеропорт Манчестер (англ. Manchester Airport) (IATA: MAN, ICAO: EGCC) — головний аеропорт Манчестера, Велика Британія. Був відкритий в червні 1938 року, первинна назва Аеропорт Рінгвей (англ. Ringway Airport). Під час Другої світової війни мав назву RAF Ringway, у 1975—1986 роках — Міжнародний аеропорт Манчестера. Розташований на межі Чешира і Манчестера в графстві Великий Манчестер.
Є хабом для:
- easyJet
- Jet2.com
- Ryanair
- Virgin Atlantic
- TUI Airways

## Історія

### Довоєнний час
25 липня 1934 року міська рада Манчестера проголосував за виділення ділянки біля окружної дороги для будівництва аеропорту. Будівництво почалося 28 листопада 1935 і було завершено на початку літа 1938. Аеропорт був відкритий і прийняв перший регулярний рейс, Douglas DC-2 авіакомпанії KLM з Амстердама Аеропорт в цей час називався Рінгвей, названий по окружній дорозі, біля якої він перебував. Довоєнні KLM були єдиним міжнародним оператором аеропорту, рейси здійснювалися з проміжною посадкою в Донкастері.

### Друга світова війна
Будівництво авіабази Королівських ВПС розпочалося в 1939 в північно-східній частині летовища. RAF Ringway використовувалася і як операційна база, і як навчальна. Головним користувачем була Парашутна школа No.1, яка підготувала понад 60 000 парашутистів. Північно-західна частина летовища використовувалася британським авіавиробників Fairey Aviation, який побудував, удосконалив і випробував понад 4000 літаків декількох типів. Навесні 1939 року Avro став використовувати побудований в 1938 головний ангар для виготовлення та клінічних випробувань дослідних зразків бомбардувальників Avro Manchester, Avro Lancaster та Avro Lincoln. Три південних ангара були побудовані впродовж 1942—1943 років і використовувалися для випуску військового транспортного літака Avro York.

### Повоєнний розвиток
Після війни аеропорт швидко розбудовувся, і до 1 953 аеропорт обслуговував 200 000 пасажирів щорічно. У 1972 році аеропорт був перейменовано на Манчестерський міжнародний аеропорт, і у 1980-х роках аеропорт став «міжнародними воротами», отримавши дозвіл на обслуговування прямих далекомагістральних рейсів. Через збільшення пасажирообігу, виникла необхідність будівництва другого терміналу: комплекс аеропорту сполучили з автотрасою, до аеропорту була прокладена залізниця. 

## Термінали
В аеропорту 3 пасажирські термінали, що сполучені між собою. Термінали 1 і 3 знаходяться в одній будівлі, а термінали 1 та 2 сполучає критий перехід, що веде також і до залізничної станції, теплий перехід обладнано траволатором.

### Термінал 1
В терміналі 1 обслуговують міжнародні рейси, як регулярні, так і чартерних операторів. Він є базовим для EasyJet, Thomas Cook Airlines та Jet2.com, крім цього термінал обслуговує авіаперевізників:  Aer Lingus, Air Transat, Brussels Airlines, Emirates, Etihad Airways, Lufthansa, Scandinavian Airlines, Swiss, TAP Portugal and Turkish Airlines. Площа терміналу — 110,000 m². Відкритий в 1962, термінал неодноразово розширювався і модернізувався з часу відкриття. Пропускна спроможність терміналу на кінець 2010-х — 11 млн пасажирів на рік..

### Термінал 2
Термінал 2 використовують в більшій мірі далекомагістральні та чартерні авіакомпанії. Відкритий 1993 року і є другим міжнародним терміналом, обслуговуючи багато регулярних європейських та трансконтинентальних рейсів. Термінал 2 має площу 52,000 m², 16 гейтів, з них 9 мають телетрапи. Пропускна спроможність терміналу наприкінці 2010-х років — 7,8 млн пасажирів на рік.

### Термінал 3
Обслуговує внутрішні рейси і кілька європейських напрямків. Термінал обслуговує рейси альянсу Oneworld. Термінал 3 має площу 44,400 м².

## Авіалінії та напрямки, липень 2020

### Пасажирські
| Авіакомпанія                  | Пункт призначення |
| ----------------------------- | --- |
| Aegean Airlines               | Сезонний: Афіни |
| Aer Lingus                    | Дублін |
| Aer Lingus Regional           | Корк, Дублін |
| airBaltic                     | Сезонний: Рига (з 2 червня 2021) |
| Air Canada Rouge              | Сезонний: Торонто–Пірсон |
| Air France                    | Париж–Шарль де Голль |
| Air Malta                     | Сезонний: Мальта |
| Air Transat                   | Торонто–Пірсон Сезонний: Ванкувер |
| American Airlines             | Філадельфія |
| Aurigny                       | Гернсі |
| Austrian Airlines             | Відень |
| Belavia                       | Сезонний: Мінськ |
| BH Air                        | Сезонний: Бургас, Варна |
| Biman Bangladesh Airlines     | Дакка, Сілет |
| Blue Islands                  | Ексетер, Саутгемптон (обидва з 31 серпня 2020) |
| British Airways               | Біллунн, Лондон–Хітроу |
| Brussels Airlines             | Брюссель |
| Cathay Pacific                | Гонконг |
| Delta Air Lines               | Сезонний: Бостон |
| Eastern Airways               | Саутгемптон |
| easyJet                       | Аліканте, Амстердам, Афіни, Барселона, Базель-Мюлуз-Фрайбург, Белфаст, Берлін-Тегель, Більбао, Бордо, Будапешт, Катанія, Копенгаген, Фару, Мадейра, Женева, Гібралтар, Гранада, Гамбург, Хургада, Джерсі, Краків, Лансароте, Лісабон, Малага, Мальта, Марракеш, Мілан–Мальпенса, Мюнхен, Ніцца, Пальма-де-Мальорка, Пафос, Париж–Шарль де Голль, Піза, Порту, Прага, Рейк'явік, Рим-Ф'юмічіно, Шарм-ель-Шейх, Софія, Тель-Авів, Тенеріфе-Південний, Салоніки, Венеція, Верона, Відень Сезонний: Агадір, Анталія, Барі, Бастія, Корфу, Даламан, Дубровник, Генуя, Гран-Канарія, Іракліон, Інсбрук, Херес, Каламата, Кефалонія, Ліон, Марсель, Міконос, Ольбія, Превеза, Рованіемі, Санторіні, Спліт, Тиват, Турин                                                                        |
| Emirates                      | Дубай |
| Enter Air                     | Сезонний чартер: Банжул |
| Etihad Airways                | Абу-Дабі |
| Ethiopian Airlines            | Аддис-Абеба |
| Eurowings                     | Дюссельдорф |
| Finnair                       | Гельсінкі |
| Hainan Airlines               | Пекін |
| Iberia Express                | Мадрид |
| Icelandair                    | Рейк'явік |
| Iran Air                      | Тегеран-Імам Хомейні |
| Iraqi Airways                 | Багдад, Ербіль |
| Jet2.com                      | Аліканте, Анталія, Барселона, Будапешт, Фару, Мадейра, Фуертевентура, Гран-Канарія, Інсбрук, Краків, Лансароте, Малага, Мальта, Пальма-де-Мальорка, Пафос, Прага, Рим–Ф'юмічіно, Тенерифе-Південний Сезонний: Альмерія, Бержерак, Бодрум, Бургас, Ханья, Кельн/Бонн, Корфу, Даламан, Дубровник, Женева, Жирона, Гренобль, Іракліон, Ібіца, Ізмір, Каламата (з 2 травня 2021),, Кефалонія, Кос, Ла-Рошель, Ларнака, Лісабон, Ліон, Менорка, Мурсія-Корвера, Міконос (з 2 травня 2021),, Мітилена (з 2 травня 2021), Неаполь, Ньюарк, Ніцца, Нюрнберг (з 27 листопада 2020),, Піза, Превеза, Пула, Реус, Родос, Зальцбург, Санторіні, (з 1 травня 2021),,Скіатос, Спліт, Салоніки, Тулуза, Венеція, Верона, Відень, Задар, Закінф                                                         |
| KLM                           | Амстердам |
| Loganair                      | Абердин, Інвернесс , Острів Мен, Сторновей |
| Lufthansa                     | Франкфурт, Мюнхен |
| Luxair                        | Люксембург (з 2 вересня 2020) |
| Norwegian Air Shuttle         | Сезонний: Берген, Осло–Гардермуен, Ставангер, Стокгольм–Арланда |
| Nouvelair                     | Сезонний: Монастір |
| Oman Air                      | Маскат |
| Pegasus Airlines              | Стамбул-Сабіха Гекчен Сезонний: Даламан |
| Qatar Airways                 | Доха |
| Royal Air Maroc               | Касабланка |
| Ryanair                       | Агадір, Аліканте, Барселона, Париж-Бове, Белфаст, Бергамо, Берлін–Шенефельд, Біллунн, Болонья,Бордо, Братислава, Будапешт, Каркассонн, Брюссель-Шарлеруа, Кельн/Бонн, Копенгаген, Дублін, Ейндговен, Фару, Франкфурт, Фуертевентура, Гданськ, Гетеборг, Катовиці, Керрі, Київ-Бориспіль, Краків, Лансароте, Лімож, Лісабон, Мадрид, Малага, Мальта, Марракеш, Марсель, Мілан-Мальпенса, Мурсія-Сан-Хав'єр, Нант, Неаполь, Пальма-де-Мальорка, Піза, Порту, Познань (з 27 жовтня 2020),, Прага, Рига, Рим–Чіампіно, Ряшів, Осло-Торп, Севілья, Шаннон, Тенерифе-Південний, Салоніки, Тревізо, Валенсія, Варшава–Модлін, Вроцлав Сезонний: Альмерія, Безьє, Бріндізі, Кальярі, Ханья, Корфу, Жирона, Ібіца, Палермо, Реус, Родос, Родез                                                   |
| Saudia                        | Джидда |
| Scandinavian Airlines         | Берген, Копенгаген, Осло–Гардермуен, Ставангер, Стокгольм–Арланда |
| Singapore Airlines            | Хьюстон-Інтерконтинентал, Сінгапур |
| Swiss International Air Lines | Цюрих |
| TAP Air Portugal              | Лісабон |
| Titan Airways                 | Сезонний: Шамбері, Задар |
| TUI Airways                   | Агадір, Аліканте, Боа-Віста, Канкун, Енфіда, Фуертевентура, Мадейра, Гран-Канарія, Хургада, Ла-Пальма, Лансароте, Малага, Марракеш, Марса-Алам, Монтего-Бей, Пафос, Пуерто-Вальярта, Пунта-Кана, Сал, Шарм-ель-Шейх, Тенерифе-Південний, Варадеро Сезонний: Альгеро, Альмерія, Анталія, Банжул (з 1 листопада 2020),, Барбадос, Бодрум, Бургас, Катанія, Ханья, Корфу, Даламан, Дубровник, Фару, Жирона, Гоа, Іракліон, Ібіца, Інсбрук, Ізмір, Кавала, Кефалонія, Кос, Ламеція-Терме, Лангкаві, Ларнака, Ла-Романа, Менорка, Неаполь, Ольбія, Орландо, Пальма-де-Мальорка, Пхукет, Подгориця, Порту-Санту, Превеза, Пула, Реус, Рейк'явік, Родос, Зальцбург, Санторіні, Скіатос, Спліт, Салоніки, Варна, Венеція, Верона, Закінф Сезонний чартер: Шамбері, Женева, Софія, Тулуза, Турин |
| Turkish Airlines              | Стамбул |
| Virgin Atlantic               | Атланта, Барбадос, New York-JFK, Орландо Сезонний: Лос-Анджелес |
| Vueling                       | Барселона |

### Вантажні
| Авіакомпанія    | Пункт призначення               |
| --------------- | ------------------------------- |
| DHL Aviation    | Лейпциг/Галле                   |
| FedEx Express   | Бірмінгем, Париж–Шарль де Голль |
| FedEx Feeder    | Лондон–Станстед                 |
| Lufthansa Cargo | Франкфурт                       |

## Статистика
|                                                 | Пасажирообіг | Авіатрафік | Вантажообіг (тонн) |
| ----------------------------------------------- | ------------ | ---------- | ------------------ |
| 1997                                            | 15,948,454   | 147,405    | 94,318             |
| 1998                                            | 17,351,162   | 162,906    | 100,099            |
| 1999                                            | 17,577,765   | 169,941    | 107,803            |
| 2000                                            | 18,568,709   | 178,468    | 116,602            |
| 2001                                            | 19,307,011   | 182,097    | 106,406            |
| 2002                                            | 18,809,185   | 177,545    | 113,279            |
| 2003                                            | 19,699,256   | 191,518    | 122,639            |
| 2004                                            | 21,249,841   | 208,493    | 149,181            |
| 2005                                            | 22,402,856   | 217,987    | 147,484            |
| 2006                                            | 22,422,855   | 229,729    | 148,957            |
| 2007                                            | 22,112,625   | 222,703    | 165,366            |
| 2008                                            | 21,219,195   | 204,610    | 141,781            |
| 2009                                            | 18,724,889   | 172,515    | 102,543            |
| 2010                                            | 17,759,015   | 147,032    | 115,922            |
| 2011                                            | 18,892,756   | 158,025    | 107,415            |
| 2012                                            | 19,736,502   | 160,473    | 96,822             |
| 2013                                            | 20,751,581   | 161,306    | 96,373             |
| 2014                                            | 21,989,682   | 162,919    | 93,466             |
| 2015                                            | 23,136,047   | 164,710    | 100,021            |
| 2016                                            | 25,637,054   | 183,731    | 109,630            |
| 2017                                            | 27,791,274   | 203,631    | 123,576            |
| Source: United Kingdom Civil Aviation Authority |              |            |                    |

## Наземний транспорт

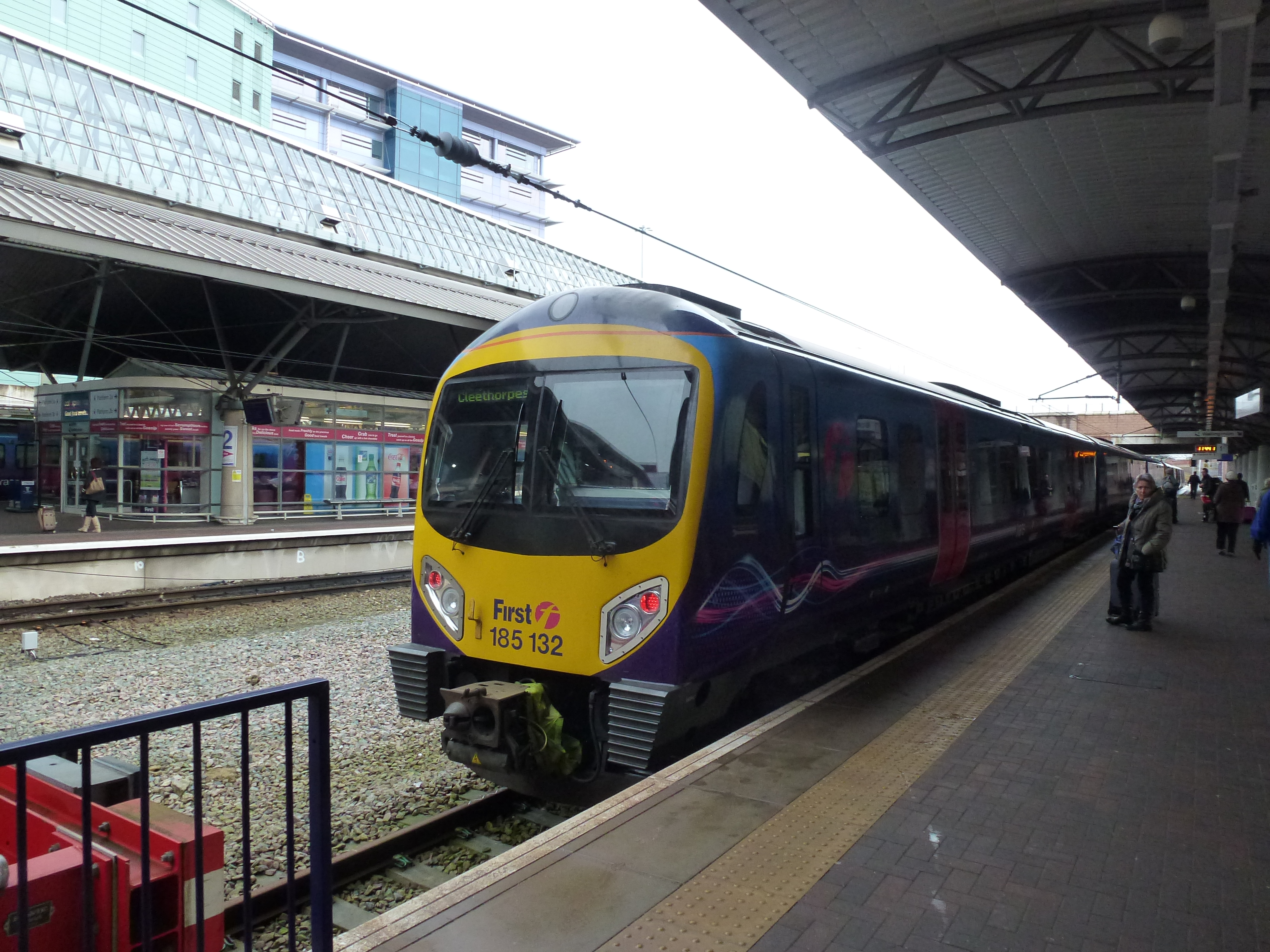
TransPennine Express Class 185 прибуває на станцію Аеропорт Манчестер

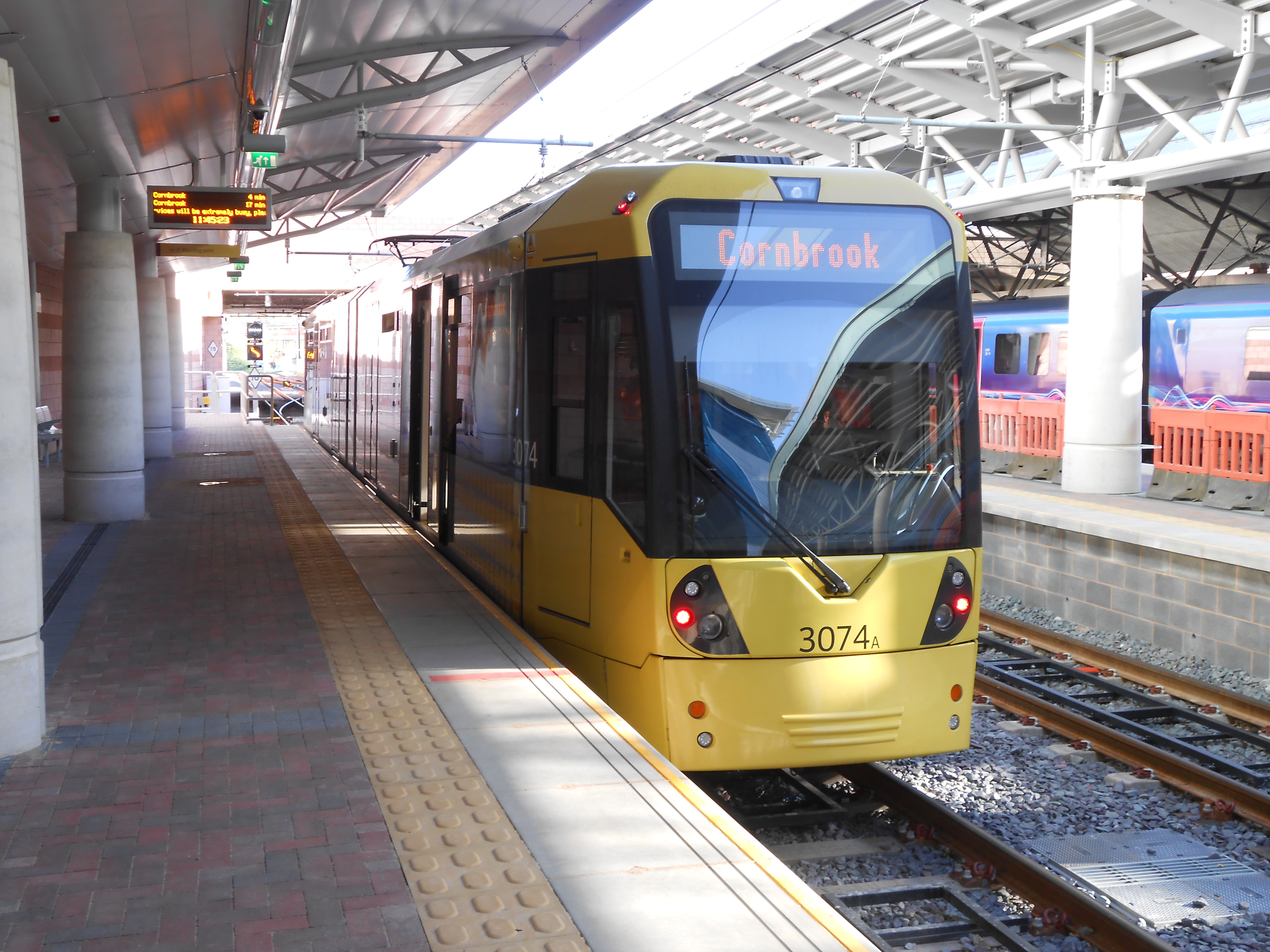
Трамвай в аеропорту Манчестер у листопаді 2014, незабаром після відкриття лінії

### Залізничний
Залізнична станція Аеропорт Манчестер, відкрита у травні 1993 року, знаходиться між терміналами 1 і 2, сполучена з терміналами теплими переходами обладнаними траволаторами. Потяги, операторів Northern або TransPennine Express, сполучають аеропорт зі станцією Манчестер-Пікаділлі (час в дорозі — 20 хвилин, вартість проїзду (на кінець 2010-х років) — 4,20 GBP). та іншими залізничними станціями, головним чином, у північній частині Англії.

### Metrolink
Легкорейкова лінія "Метролінк" від станції Корнброк до аеропорту відкрита в листопаді 2014 року, час в дорозі до кінцевої станції — 35 хвилин, інтервал руху — 12-15 хвилин, вартість проїзду на кінець 2010-х років — 6-8 GBP. З січня 2018 року, потягами Metrolink можна дістатися станції Манчестер-Вікторія

### Автобусний
Автобусні маршрути сполучають аеропорт з довколишніми містами, в тому числі і з Манчестером (автобуси прямують із зупинками, квиток коштує 2-3 GBP). Також працює на лінії до Манчестера експрес, час у дорозі всього 20 хвилин, вартість квитка на кінець 2010-х років — 4,20 GBP.

### Автостради
Від автостради M56 до аеропорту побудоване відгалуження.